# یوبای لوزاردو
یوبای لوزاردو (انگلیسی: Ubay Luzardo؛ زادهٔ ۶ نوامبر ۱۹۸۳) بازیکن فوتبال اهل اسپانیا است.
از باشگاه‌هایی که در آن بازی کرده‌است می‌توان به باشگاه ورزشی اولیاننسه، باشگاه فوتبال ملبورن ویکتوری، باشگاه ورزشی کیتچی، باشگاه فوتبال ابسفلیت یونایتد، و باشگاه ورزشی فارنسی اشاره کرد.